# Vicko Paletin
Vicko Paletin  (Vinko, Vincenzo, Vincentius, Fra Vincenzo de Curzola, Corsulensis, Paletino), (Korčula, 1508. – Korčula, 1571. (nakon 1573.)), pomorski teoretičar, dominikanac, teolog, povjesničar, matematičar, kartograf, putopisac, pravnik, diplomat. 

## Život

### Školovanje
Mlad ali vješt pomorac 1529/30. otišao je u Španjolsku. Godine 1535/36. iz španjolske luke Guadalquivir doplovio je u Santo Domingo (na otoku Haiti), odakle je krenuo s ekspedicijom Francisca de Monteje Mlađeg, u osvajanje poluotoka Yucatána. U toj je ekspediciji sudjelovao 1537–41. Nakon toga napustio je vojsku i otišao u Meksiko, gdje je ušao u dominikanski red 1541/42. i završio studij filozofije 1544. (1545). Kao član Meksičke dominikanske provincije sv. Jakova u samostanu sv. Dominika u Meksiku pripremao se za svećenika. U listopadu 1546. vratio se u Europu i na Bolonjskom sveučilištu upisao studij teologije koji je završio početkom ljeta 1547. General reda mu je u rujnu 1548. odobrio (najniži akademski) stupanj bakalaureata iz teologije i dopustio upis na sveučilište prema osobnom izboru i obranu doktorata iz teologije, što znači da je već bio zaređen za svećenika. Po završetku studija, Paletin se odlučio za dominikanski apostolat na europskom kontinentu te je postao član Dalmatinske dominikanske provincije 1552. Nekoliko je godina krajem 50-ih i početkom 60-ih predavao matematiku i kozmografiju (astronomiju) na Accademia Olimpica u Vicenzi. Godine 1558. bio je u Korčuli. Odatle se uputio u Bruxelles diplomatskim poslom za španjolskoga kralja Filipa II. i zbog traženja izdavača za svoja djela. U lipnju 1563. promoviran je u magistra (doktora) teologije, pa je dobio službu penitencijara (svećenik koji može dati odrješenje od najvećih grjehova) bazilike sv. Petra u Rimu, do 1564. Te je godine upisan u registar Kongregacije sv. Jeronima u Rimu. Od 1564. bio je u samostanu sv. Nikole u Korčuli, gdje je ubrzo postao prior. U tom je samostanu proveo ostatak života. 

### Djelovanje
Nakon povratka u Europu, proputovao je cijeli Pirinejski poluotok, prikupljajući podatke za novu kartu Španjolske. Tijekom putovanja uočio je na geografskim kartama mnoge netočnosti te ih odlučio ukloniti. Stoga je putovao, mjerio, računao, istraživao, crtao i raspitivao se o položaju ili udaljenosti između mjesta. Plod toga rada bila je geografska karta Španjolske pod naslovom Spagna con le distantie de li loci (Španjolska s udaljenostima mjesta), koju je izradio tijekom studiranja u Bologni u ljeto 1550. Poslao ju je u Trident, gdje se u to vrijeme održavao crkveni sabor, ne bi li dobio stručna mišljenja. Kartu je pregledala četveročlana komisija biskupa koji su dali pozitivno mišljenje. Od Vijeća Mletačke Republike tražio je potvrdu autorstva za to kartografsko djelo, uz što je dobio i petnaestgodišnju zaštitu autorskih prava. Karta je objavljena u Veneciji 1551. bez pravog naziva, s posvetom biskupu Francisu de Navarre. To je drvorez od 6 listova, ukupnog formata 96×93 cm. Prikazan je cijeli Pirinejski poluotok, a ima i popis važnijih mjesta s odgovarajućim crtežima karakterističnih spomenika i numeričkim vrijednostima udaljenosti između gradova. Ucrtani su važniji tokovi rijeka i planinski masivi. Jedini poznati primjerak tog izdanja nalazi se u privatnom vlasništvu. Nije poznat nakladnik, ali se pretpostavlja da je objavljena u Veneciji kod Mattea Pagana. On je bio izdavač drugog izdanja 1558. na kojem više nema Paletinova imena. Nakladnik je bio nizozemski učenjak Nicolaus Stopius koji je živio u Italiji. Jedini poznati primjerak tog izdanja nalazi se u Bibliothèque de la Sorbonne u Parizu. Šanjek i Polić-Bobić (1994) navode prema istraživanjima Rodolfa Galla, da izvorna Paletinova karta Španjolske s naznakom udaljenosti mjesta nije potpisana, sastavljena je od dva dijela, veličine 54,6×73,5 cm. Karta se čuva u Biblioteca Museo Correr u Veneciji. Usprkos naznake Con gratia e Privilegio, nisu otisnuti ni godina izdanja ni ime autora ni izdavača. Prof. Gallo, koji je kartu identificirao i opisao, pretpostavlja da je tiskana sredinom 16. stoljeća kao i druge slične karte koje posjeduje Museo Correr. Prema Karrowu (1993), antwerpenski izdavač H. Cock objavio je 1553. nepotpisanu kopiju Paletinove karte. Cockovu kartu bez podataka o pravom autoru 1555. kopirao je u Engleskoj T. Geminus koji je bio graver i proizvođač instrumenata. Venecijanski izdavač M. Pagano 1558. objavio je kopiju karte koja je sličila na originalnu Paletinovu kartu, ali nije sadržavala loksodromne linije na moru. Nizozemski geograf Abraham Ortelius u poznatoj zbirci geografskih karata Theatrum Orbis Terrarum iz 1570. naglasio je kako je kartu Španjolske korčulanskog dominikanca tiskao mletački izdavač Mathaeus Paganus. Karta Španjolske iz latinskog izdanja Theatrum Orbis Terrarum iz 1592. (1595) bila je izrađena na osnovi Paletinove karte iz 1551. koju je nadopunio botaničar Charles de l’Escluse. Paletinu se pripisuje autorstvo triju danas izgubljenih globusa. Jedan je globus izradio tijekom boravka na Accademiji Olimpica u Vicenzi, gdje se i čuvao mnogo godina. Druga dva globusa nalazila su se u franjevačkom samostanu na Badiji kod Korčule, a prema Dadiću (1994) danas su u franjevačkom samostanu u Zadru, ali Paletin nije autor tih globusa. Djelo Tratado del arte de marear (Rasprava o umijeću plovidbe) poznatog španjolskog kozmografa Pedra de Medine, Paletin je preveo sa španjolskog na talijanski jezik. To je tiskano u Mlecima 1554. pod naslovom L'arte del navegar, in la qual si contengono le regole, dechirationi, secreti e auisi, alla bona nauegation necessarij. Composta per l’Eccel. Dottor M. Pietro da Medina, e tradotta de lingua Spagnola in volgar Italiano, a beneficio, e utilità de ciaschedun Nauigante. Iste je godine taj priručnik preveden i na francuski jezik. Mlečani su taj prijevod od 1554. do 1609. objavili u tri izdanja. Od 1567. do 1633. taj je priručnik bio šest puta prevođen i objavljivan na njemačkom, 1581. na engleskom jeziku itd. U gotovo cijeloj Europi više od pedeset godina rabio se kao školski priručnik pomorstva. U predgovoru Paletin je iznio motive za posjet Novom svijetu: želio je vidjeti različite i gotovo nevjerojatne stvari. Paletin je napisao spis pod naslovom De institutione bonae guberrcationis (De la institución del buen govierno) (O institutu dobre vlasti), o pitanjima upravljanja novim španjolskim prekooceanskim posjedima, ali je na žalost izgubljen. Glavno djelo mu je o otkriću i osvajanju Amerike De jure et justitia belli contra Indos ad Philippum II. Hispaniarum regem (De iure et iustitia belli contra infideles Indiae occidentalis ad Philippum II. Hispaniae regem) (O pravu i pravednosti rata Filipa II. kralja španjolskoga protiv Indijanaca) koje je sastavio 1557/58. Paletin raspravlja o raznim pitanjima međunarodnog prava kako se shvaćalo u to vrijeme, pravu španjolskih kraljeva na novootkrivene zemlje, odnosu i postupcima Španjolaca prema domorodačkom stanovništu, razlozima koji su doveli do otvorenog sukoba itd. Unatoč mnogim intervencijama, osobnom apelu upućenom kralju Filipu II. i tajniku Vijeća za Indiju, povoljnom sudu Padovanskog sveučilišta i odobrenju mletačkih vlasti da se rasprava tiska na latinskom izvorniku i u kastiljskom prijevodu, tiskanje nije nikada dovršeno, a postoji i zabrana kralja Filipa II. iz 1560. Jedan rukopisni primjerak na izvornom latinskom čuva se u University Library grada Bloomingtona, Indiana, koji ima 78 numeriranih listova ili 152 stranice. Rukopisni primjerak integralnog teksta kastiljske verzije, koju je sam Paletin 1559. preveo s latinskog iz 1557/58. čuva se u madridskoj knjižnici Real Academia de la Historia, Colección Salazar y Castro. Taj rukopis ima 89 stranica. Jedan prijevod na španjolski našao je J. B. Muñoz 1784. u tajništvu Generalnog ureda za Zapadnu Indiju u Madridu, a objavili su ga 1943. L. Hanke i A. Millares Carlo pod naslovom Tratado del derecho y justicia dela guerra que tienen los reyes de España contra las naciones dela Yndia Ocidental.

## Djela
- Karta Španjolske. Venecija 1551.
- De institutione bonae guberrcationis (De la institución del buen govierno) (O institutu dobre vlasti), neobjavljeno.
- De jure et justitia belli contra Indos ad Philippum II. Hispaniarum regem (De iure et iustitia belli contra infideles Indiae occidentalis ad Philippum II. Hispaniae regem) (O pravu i pravednosti rata Filipa II. kralja španjolskoga protiv Indijanaca), rukopis. 1557/58.
- Tratado del derecho y justicia dela guerra que tienen los reyes de España contra las naciones dela Yndia Ocidental, rukopis iz 1559, obljavljen u: V. Paletin: Tratado del derecho y justicia dela guerra que tienen los reyes de España contra las naciones dela Yndia Ocidental (1559) (Rasprava o pravu i opravdanosti rata što ga španjolski vladari vode protiv naroda Zapadne Indije), priredili: F. Šanjek, M. Polić-Bobić. Nakladni zavod Globus, Zagreb 1994.